# Vegas (Fernsehserie, 2012)
Vegas ist eine US-amerikanische Fernsehserie, die am 25. September 2012 beim Sender CBS ihre Premiere feierte. Hauptdarsteller der Serie, die sich mit den Anfängen der Stadt Las Vegas im 20. Jahrhundert befasst, sind Dennis Quaid und Michael Chiklis. Nach einem recht guten Start wurde die ursprünglich für 13 Folgen bestellte Serie durch eine Back nine order um 9 weitere Folgen erweitert.
Durch zunehmenden Quotenabfall erfolgte jedoch die Abbestellung einer Folge und die Verbannung der Serie auf einen schlechteren Sendeplatz, was letztendlich zur Absetzung nach 21 Folgen führte.

## Besetzung und Synchronisation
Die deutsche Synchronisation der Serie erfolgte bei der Scalamedia GmbH, München/Berlin unter Dialogbuch von Stefan Sidak und Hubertus von Lerchenfeld, wobei letzterer auch die Dialogregie übernahm.
| Schauspieler     | Charakter                 | Synchronsprecher     |
| ---------------- | ------------------------- | -------------------- |
| Dennis Quaid     | Sheriff Ralph Lamb        | Thomas Danneberg     |
| Michael Chiklis  | Vincent Savino            | Gudo Hoegel          |
| Carrie-Anne Moss | Katherine O’Connell       | Susanne von Medvey   |
| Jason O’Mara     | Deputy Jack Lamb          | Tobias Kluckert      |
| Taylor Handley   | Dixon Lamb                | Johannes Raspe       |
| Sarah Jones      | Mia Rizzo                 | Anja Stadlober       |
| Aimee Garcia     | Yvonne Sanchez            | Sandrine Mittelstädt |
| Vinessa Shaw     | Laura Savino              | Bianca Krahl         |
| Michael O’Neill  | Bürgermeister Ted Bennett | Reent Reins          |
| Shawn Doyle      | Patrick Byrne             |                      |
| Melinda Clarke   | Lena Cavallo              |                      |
| Enver Gjokaj     | Tommy Stone               |                      |
| Michael Ironside | Porter Gainsley           | Hartmut Neugebauer   |

## Veröffentlichung in Deutschland
Die komplette Serie erschien im deutschsprachigen Raum am 4. September 2014 auf DVD.